# Río Cahabón
Der Río Cahabón ist ein ca. 196 km langer Fluss in der Sierra de Chamá, einem östlichen Ausläufer der Sierra de los Cuchumatanes, in Guatemala.

## Verlauf
Der Río Cahabón entspringt bei El Patal, zwischen Purulhá und Tactíc, und durchquert das Departamento Alta Verapaz größtenteils in west-östlicher Richtung. Der Fluss mündet bei Cahaboncito in der Gemeinde Panzós in den Río Polochic, welcher seinerseits etwa 30 km weiter östlich in den Izabal-See mündet. Der Río Cahabón hat etwa 50 Nebenflüsse und wird außerdem von hunderten kleinerer Bergbäche gespeist. Der mittlere Jahresabfluss beträgt etwa 164 m³/s.

## Geschichte
Der Cahabón hatte bereits während der Maya-Hochkultur eine große wirtschaftliche Bedeutung. Entlang des Flusses entstanden zahlreiche Siedlungen, darunter Cobán, San Pedro Carchá, Lanquín und Cahabón.

## Tourismus
Heute ist der Río Cahabón vor allem wegen seines landschaftlichen Reizes eine der touristischen Hauptattraktionen Guatemalas. An einigen Abschnitten fließt er unter natürlichen Wasserbecken durch, welche allerdings von Bergwasser gefüllt werden. Die weiter östlich gelegenen Stromschnellen ziehen Rafting-Sportler aus aller Welt an.

## Wasserkraftwerke
Bei Cobán und San Pedro Carchá werden Wasserkraftwerke betrieben.

## Weblinks

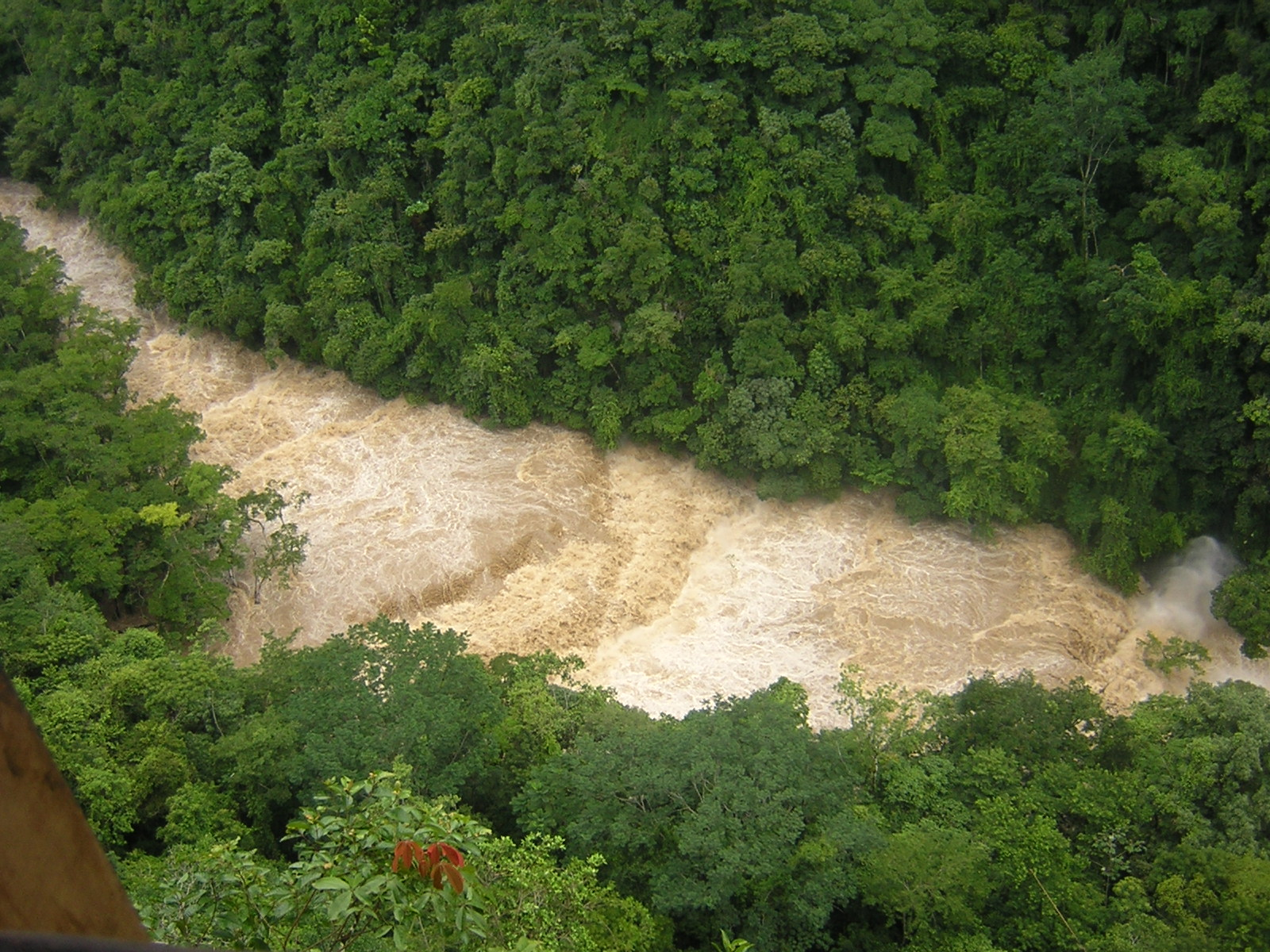
Bei Semuc Champey, Hochwasser
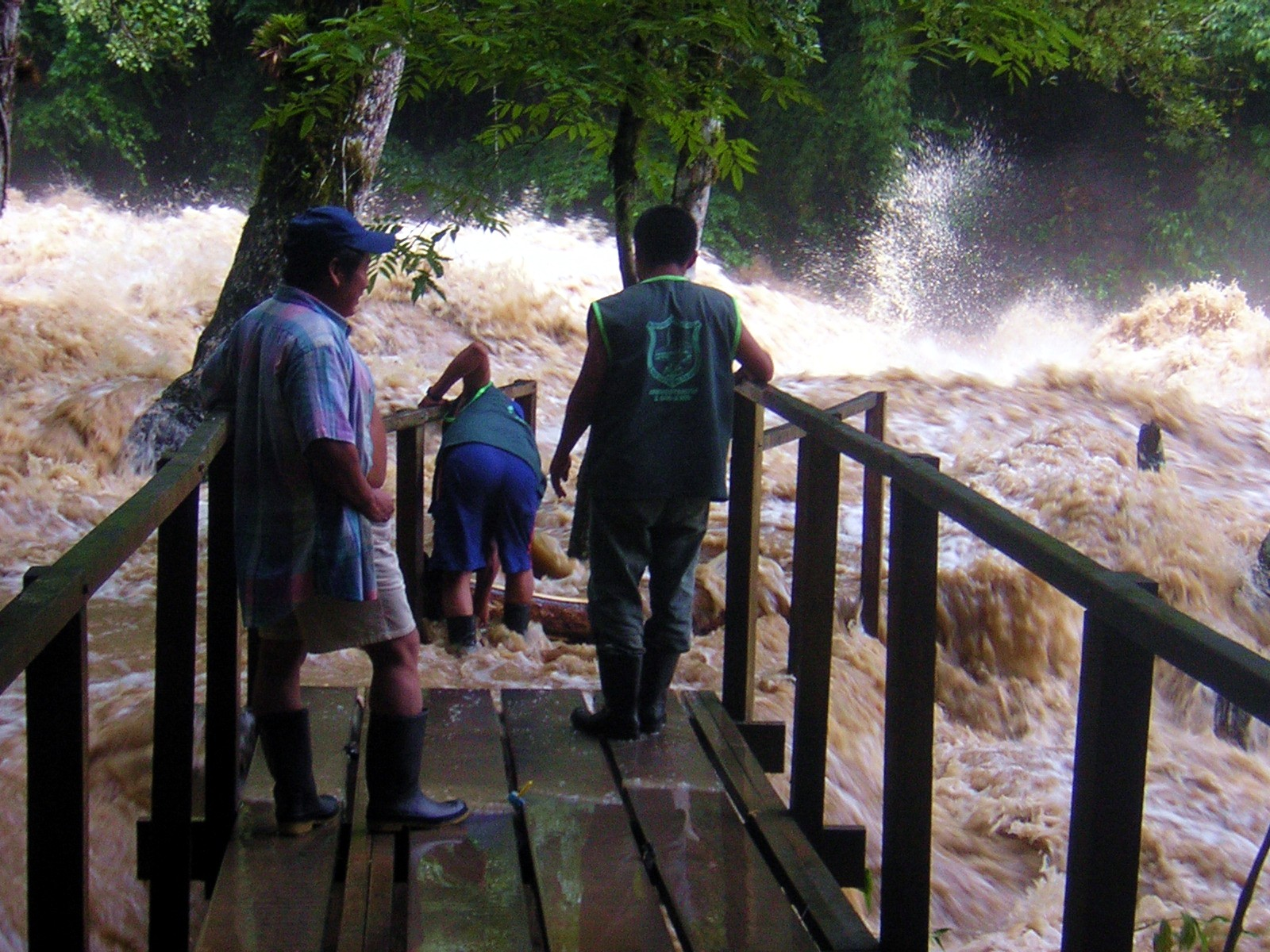
Hochwasser
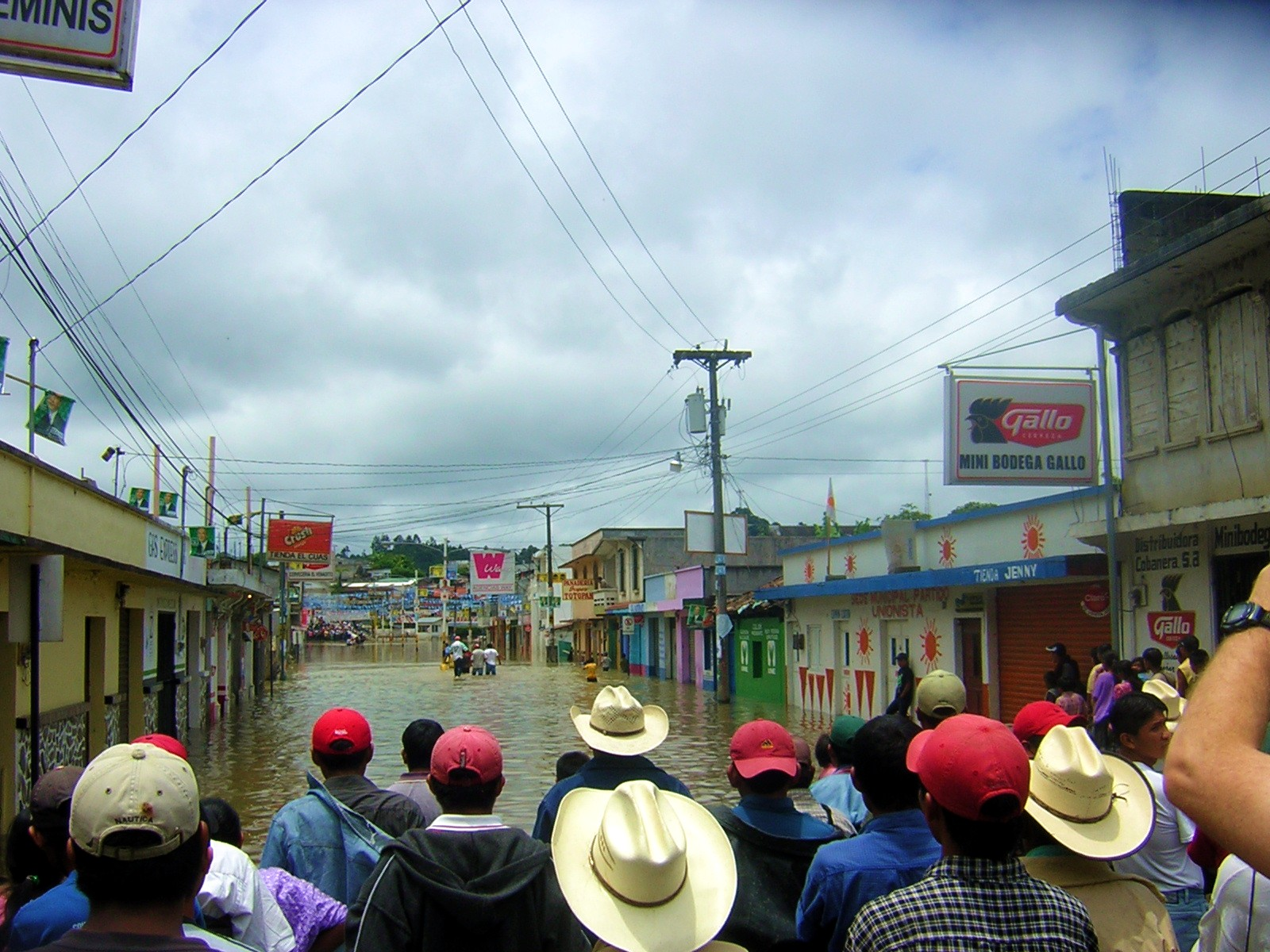
Überschwemmungen in San Pedro Carchá, 2007